# غوراجوب زيدعلي (مقاطعة دالاهو)
غوراجوب زيدعلي (بالفارسية: گوراجوب زیدعلی) هي قرية تقع في كرمانشاه في إيران. يقدر عدد سكانها بـ 30 نسمة بحسب إحصاء 2016.